# Балакр (сын Аминты)
Ба́лакр (др.-греч. Bάλακρoς) — военачальник Александра Македонского.
Балакр родился в знатной македонской семье. Его отцом был некий Аминта, о жизни которого ничего неизвестно. Балакр находился в войске Александра Македонского с самого начала Восточного похода, то есть с 334 года до н. э. По одной из версий он руководил осадой и взятием Милета. Весной 333 года до н. э. он возглавил греческих пехотинцев в македонском войске, так как их бывший военачальник Антигон был назначен сатрапом покорённой Фригии. На этом посту Балакр участвовал в битве при Иссе, осадах Тира и Газы.
В 331 году до н. э. после завоевания Египта Александр оставил стратегами македонского войска, которое осталось в этой стране и насчитывало около 4 тысяч воинов, Певкеста и Балакра. Отряд греческих наёмников, согласно Арриану, возглавил Калан. Дальнейшая судьба Балакра неизвестна.